# The Stubbornness of Geraldine
The Stubbornness of Geraldine è un film del 1915 diretto da Gaston Mervale, regista australiano. Girato a Jacksonville, in Florida, il film fu prodotto dall'Art Film Company e uscì in sala nell'agosto del 1915.